# 김형섭 (축구 선수)
김형섭(한국 한자: 金亨燮, 1993년 1월 11일 ~ )은 대한민국의 전 축구 선수이며, 포지션은 수비수였다.